# تصفيات كأس العالم 2006 – أوروبا المجموعة 3
المجموعة الثالثة من تصفيات أوروبا المؤهلة إلى بطولة كأس العالم لكرة القدم 2006 في ألمانيا ضمت منتخبات إستونيا، لاتفيا، ليشتنشتاين، لوكسمبورغ، روسيا، البرتغال، وسلوفاكيا .
حقق منتخب البرتغال المركز الأول وتأهل مباشرة إلى بطولة كأس العالم بينما احتل منتخب سلوفاكيا المركز الثاني وانتقل إلى الملحق الأوروبي .

## الترتيب
| المنتخب    | لعب | الفوز | التعادل | الخسارة | لع | عليه | الفارق | النقاط |
| ---------- | --- | ----- | ------- | ------- | -- | ---- | ------ | ------ |
| البرتغال   | 12  | 9     | 3       | 0       | 35 | 5    | +30    | 30     |
| سلوفاكيا   | 12  | 6     | 5       | 1       | 24 | 8    | +16    | 23     |
| روسيا      | 12  | 6     | 5       | 1       | 23 | 12   | +11    | 23     |
| إستونيا    | 12  | 5     | 2       | 5       | 16 | 17   | −1     | 17     |
| لاتفيا     | 12  | 4     | 3       | 5       | 18 | 21   | −3     | 15     |
| ليختنشتاين | 12  | 2     | 2       | 8       | 13 | 23   | −10    | 8      |
| لوكسمبورغ  | 12  | 0     | 0       | 12      | 5  | 48   | −43    | 0      |

## النتائج
| ليختنشتاين      | 1 – 2     | إستونيا                               |
| --------------- | --------- | ------------------------------------- |
| فابيو ديليا 49' | (التقرير) | كريستين فييكماي 34' · جويل ليندبر 80' |

| سلوفاكيا                                               | 3 – 1     | لوكسمبورغ     |
| ------------------------------------------------------ | --------- | ------------- |
| روبرت فيتيك 26' · فراتيسلاف جرسكو 48' · إيغور ديمو 89' | (التقرير) | جيف ستراسر 2' |

| إستونيا                                                                            | 4 – 0     | لوكسمبورغ |
| ---------------------------------------------------------------------------------- | --------- | --------- |
| إينجمار تيفر 7' · مانويل شولز 41' (بالخطأ) · أندريس أوبر 61' · كريستين فييكماي 67' | (التقرير) |           |

| روسيا             | 1 – 1     | سلوفاكيا        |
| ----------------- | --------- | --------------- |
| دميتري بوليكن 14' | (التقرير) | روبرت فيتيك 87' |

| لاتفيا | 0 – 2     | البرتغال                           |
| ------ | --------- | ---------------------------------- |
|        | (التقرير) | كرستيانو رونالدو 57' · باوليتا 58' |

| لوكسمبورغ                                                | 3 – 4     | لاتفيا |
| -------------------------------------------------------- | --------- | --- |
| غوردون براون 11' · ألفونس ليويك 55' · مانويل كاردوني 62' | (التقرير) | ماريس فيرباكوفسكس 4' · ميخائيل زملينسكيس 40' (ركلة.) · إريك هوفمان 65' (بالخطأ) · أندريس بروهورينكوفس 67' |

| سلوفاكيا | 7 – 0     | ليختنشتاين |
| --- | --------- | ---------- |
| روبرت فيتيك 15' 59' 81' · ميروسلاف كارهان 42' · زيلارد نيميث 84' · ماريك مينتال 85' · رادوسلاف زابافنيك 92' | (التقرير) |            |

| البرتغال                                                   | 4 – 0     | إستونيا |
| ---------------------------------------------------------- | --------- | ------- |
| كرستيانو رونالدو 75' · هيلدر بوستيغا 83' 91' · باوليتا 86' | (التقرير) |         |

| لوكسمبورغ | 0 – 4     | روسيا                                         |
| --------- | --------- | --------------------------------------------- |
|           | (التقرير) | دميتري سيتشيف 56' 69' 86' · أندري أرشافين 62' |

| سلوفاكيا                                                      | 4 – 1     | لاتفيا               |
| ------------------------------------------------------------- | --------- | -------------------- |
| زيلارد نيميث 46' · لوبومير ريتر 50' · ميروسلاف كارهان 55' 87' | (التقرير) | ماريس فيرباكوفسكس 3' |

| ليختنشتاين                         | 2 – 2     | البرتغال                                |
| ---------------------------------- | --------- | --------------------------------------- |
| فرانز بورغماير 48' · توماس بيك 76' | (التقرير) | باوليتا 23' · دانييل هاسلر 39' (بالخطأ) |

| لاتفيا                                     | 2 – 2     | إستونيا                            |
| ------------------------------------------ | --------- | ---------------------------------- |
| فيتالييس أستافييفس 65' · جوريس لايزانس 82' | (التقرير) | أندريس أوبر 72' · إينجمار تيفر 79' |

| لوكسمبورغ | 0 – 4     | ليختنشتاين                                                               |
| --------- | --------- | ------------------------------------------------------------------------ |
|           | (التقرير) | مارتن ستوكلاسا 41' · فرانز بورغماير 44' 85' · ماريو فريك 57' (ركلة جزاء) |

| البرتغال                                                                                | 7 – 1     | روسيا             |
| --------------------------------------------------------------------------------------- | --------- | ----------------- |
| باوليتا 26' · كرستيانو رونالدو 39' 69' · ديكو 45' · سيماو سابروسا 82' · بيتيت 89' 90+2' | (التقرير) | أندري أرشافين 79' |

| روسيا                                                                                              | 4 – 0     | إستونيا |
| -------------------------------------------------------------------------------------------------- | --------- | ------- |
| أندريه كارياكا 23' · Marat مارات إسماعيلوف 25' · دميتري سيتشيف 32' · دميتري لوسكوف 67' (ركلة جزاء) | (التقرير) |         |

| ليختنشتاين     | 1 – 3     | لاتفيا                                                                |
| -------------- | --------- | --------------------------------------------------------------------- |
| ماريو فريك 32' | (التقرير) | ماريس فيرباكوفسكس 7' · ميخائيل زملينسكيس 57' · أندريه بروهورنكوفس 89' |

| لوكسمبورغ | 0 – 5     | البرتغال                                                                           |
| --------- | --------- | ---------------------------------------------------------------------------------- |
|           | (التقرير) | بن فدرسبيل 11' (بالخطأ) · كرستيانو رونالدو 28' · مانيش 52' · بيدرو باوليتا 67' 82' |

| ليختنشتاين    | 1 – 2     | روسيا                                     |
| ------------- | --------- | ----------------------------------------- |
| توماس بيك 40' | (التقرير) | ألكسندر كيرزاكوف 23' · أندريه كارياكا 37' |

| إستونيا         | 1 – 2     | سلوفاكيا                            |
| --------------- | --------- | ----------------------------------- |
| أندريس أوبر 57' | (التقرير) | ماريك مينتال 58' · لوبومير ريتر 65' |

| إستونيا           | 1 – 1     | روسيا             |
| ----------------- | --------- | ----------------- |
| سيرجي تيريهوف 63' | (التقرير) | أندري أرشافين 18' |

| سلوفاكيا                   | 1 – 1     | البرتغال          |
| -------------------------- | --------- | ----------------- |
| ميروسلاف كارهان 8' (ركلة.) | (التقرير) | هيلدر بوستيغا 62' |

| لاتفيا                                                                         | 4 – 0     | لوكسمبورغ |
| ------------------------------------------------------------------------------ | --------- | --------- |
| إمانتس بليدليس 32' · جوريس لايزانس 38' (ركلة جزاء) · ماريس فيرباكوفسكس 73' 90' | (التقرير) |           |

| إستونيا                               | 2 – 0     | ليختنشتاين |
| ------------------------------------- | --------- | ---------- |
| أندريه ستيبانوف 27' · أندريس أوبر 57' | (التقرير) |            |

| روسيا                                             | 2 – 0     | لاتفيا |
| ------------------------------------------------- | --------- | ------ |
| أندري أرشافين 56' · دميتري لوسكوف 78' (ركلة جزاء) | (التقرير) |        |

| البرتغال                                | 2 – 0     | سلوفاكيا |
| --------------------------------------- | --------- | -------- |
| فرناندو ميرا 21' · كرستيانو رونالدو 42' | (التقرير) |          |

| لاتفيا             | 1 – 0     | ليختنشتاين |
| ------------------ | --------- | ---------- |
| إمانتس بليدليس 17' | (التقرير) |            |

| لوكسمبورغ | 0 – 4     | سلوفاكيا                                                               |
| --------- | --------- | ---------------------------------------------------------------------- |
|           | (التقرير) | زيلارد نيميث 5' · ماريك مينتال 15' · كارول كيسل 54' · لوبومير ريتر 60' |

| إستونيا | 0 – 1     | البرتغال             |
| ------- | --------- | -------------------- |
|         | (التقرير) | كرستيانو رونالدو 32' |

| لاتفيا                | 1 – 1     | روسيا             |
| --------------------- | --------- | ----------------- |
| فيتالييس أستافييفس 6' | (التقرير) | أندري أرشافين 24' |

| ليختنشتاين | 0 – 0     | سلوفاكيا |
| ---------- | --------- | -------- |
|            | (التقرير) |          |

| إستونيا                              | 2 – 1     | لاتفيا            |
| ------------------------------------ | --------- | ----------------- |
| أندريس أوبر 11' · ماكسيم سميرنوف 71' | (التقرير) | جوريس لايزانس 90' |

| روسيا                    | 2 – 0     | ليختنشتاين |
| ------------------------ | --------- | ---------- |
| ألكسندر كيرزاكوف 27' 66' | (التقرير) |            |

| البرتغال                                                                                 | 6 – 0     | لوكسمبورغ |
| ---------------------------------------------------------------------------------------- | --------- | --------- |
| جورجي أندرادي 24' · ريكاردو كارفاليو 30' · بيدرو باوليتا 38' 57' · سيماو سابروسا 80' 85' | (التقرير) |           |

| لاتفيا            | 1 – 1     | سلوفاكيا        |
| ----------------- | --------- | --------------- |
| جوريس لايزانس 74' | (التقرير) | روبرت فيتيك 35' |

| روسيا | 0 – 0     | البرتغال |
| ----- | --------- | -------- |
|       | (التقرير) |          |

| ليختنشتاين                                        | 3 – 0     | لوكسمبورغ |
| ------------------------------------------------- | --------- | --------- |
| ماريو فريك 38' · بنجامين فيشر 77' · توماس بيك 92' | (التقرير) |           |

| سلوفاكيا        | 1 – 0     | إستونيا |
| --------------- | --------- | ------- |
| بيتر هلينكا 72' | (التقرير) |         |

| روسيا                                                                                            | 5 – 1     | لوكسمبورغ |
| ------------------------------------------------------------------------------------------------ | --------- | --------- |
| مارات إسماعيلوف 6' · ألكسندر كيرزاكوف 17' · رومان بافليوتشينكو 69' · دميتري كيريتشينكو 74' 90+3' | (التقرير) |           |

| البرتغال                           | 2 – 1     | ليختنشتاين       |
| ---------------------------------- | --------- | ---------------- |
| بيدرو باوليتا 48' · نونو غوميز 85' | (التقرير) | بنجامين فيشر 32' |

| البرتغال                               | 3 – 0     | لاتفيا |
| -------------------------------------- | --------- | ------ |
| بيدرو باوليتا 20' 22' · هوغو فيانا 86' | (التقرير) |        |

| لوكسمبورغ | 0 – 2     | إستونيا            |
| --------- | --------- | ------------------ |
|           | (التقرير) | أندريس أوبر 7' 78' |

| سلوفاكيا | 0 – 0     | روسيا |
| -------- | --------- | ----- |
|          | (التقرير) |       |

## الهدافون
| المركز | اللاعب            | المنتخب    | الأهداف |
| ------ | ----------------- | ---------- | ------- |
| 1      | بيدرو باوليتا     | البرتغال   | 11      |
| 2      | كرستيانو رونالدو  | البرتغال   | 7       |
| 2      | أندريس أوبر       | إستونيا    | 7       |
| 4      | روبرت فيتيك       | سلوفاكيا   | 6       |
| 5      | ماريس فيرباكوفسكس | لاتفيا     | 5       |
| 5      | أندري أرشافين     | روسيا      | 5       |
| 7      | دميتري سيتشيف     | روسيا      | 4       |
| 7      | جوريس لايزانس     | لاتفيا     | 4       |
| 7      | ألكسندر كيرزاكوف  | روسيا      | 4       |
| 7      | ميروسلاف كارهان   | سلوفاكيا   | 4       |
| 11     | توماس بيك         | ليختنشتاين | 3       |
| 11     | فرانز بورغماير    | ليختنشتاين | 3       |
| 11     | ماريو فريك        | ليختنشتاين | 3       |
| 11     | هيلدر بوستيغا     | البرتغال   | 3       |
| 11     | سيماو سابروسا     | البرتغال   | 3       |
| 11     | ماريك مينتال      | سلوفاكيا   | 3       |
| 11     | زيلارد نيميث      | سلوفاكيا   | 3       |
| 11     | لوبومير ريتر      | سلوفاكيا   | 3       |